# Municipio de Novi Pazar
El municipio de Novi Pazar (búlgaro: Община Нови пазар) es un municipio búlgaro perteneciente a la provincia de Shumen.
En 2011 tiene 16 879 habitantes, el 58,49% búlgaros, el 23,35% turcos y el 10,19% gitanos. La capital es Novi Pazar, donde viven tres cuartas partes de la población municipal.
Se ubica en el noreste de la provincia y su término municipal limita con la provincia de Varna.

## Localidades
| Localidad          | Cirílico          | Población (diciembre de 2009) |
| ------------------ | ----------------- | ----------------------------- |
| Novi Pazar         | Нови Пазар        | 12 673                        |
| Bedzhene           | Беджене           | 30                            |
| Enevo              | Енево             | 448                           |
| Izbul              | Избул             | 321                           |
| Mirovtsi           | Мировци           | 508                           |
| Pamukchii          | Памукчии          | 1277                          |
| Pisarevo           | Писарево          | 95                            |
| Praventsi          | Правенци          | 300                           |
| Preselka           | Преселка          | 264                           |
| Sechishte          | Сечище            | 132                           |
| Stan               | Стан              | 524                           |
| Stoyan Mihaylovski | Стоян Михайловски | 824                           |
| Tranitsa           | Тръница           | 140                           |
| Voyvoda            | Войвода           | 518                           |
| Zaychino Oreshe    | Зайчино Ореше     | 229                           |
| Zhilino            | Жилино            | 193                           |
| Total              |                   | 18 476                        |